# 立陶宛21歲以下國家足球隊
立陶宛21歲以下國家足球隊（Lithuania national under-21 football team，簡稱立陶宛U21）是立陶宛的21歲以下國家足球代表隊，由立陶宛足球總會組織，為1991年苏联解体後分裂出來的球隊之一，參加每兩年舉辦一次的歐洲U-21足球錦標賽。

## 競賽歷史
立陶宛U21自1996年參加歐洲U-21足球錦標賽至今仍未曾晉級決賽週。2007年外圍賽分組賽，首場主場憑一球十二碼以1-0擊敗格魯吉亞，次場作客0-2不敵塞爾維亞，兩戰1勝1負不及塞爾維亞的全勝紀錄而出局。2009年處於勢均力敵的第6組，以歷來最差的1和7負墊底成績出局。

### 歐青盃歷屆成績
| 年度   | 主辦國   | 冠軍     | 成績       |
| ------ | -------- | -------- | ---------- |
| 1978年 | 主客制   | 南斯拉夫 | 隸屬蘇聯   |
| 1980年 | 主客制   | 蘇聯     | 隸屬蘇聯   |
| 1982年 | 主客制   | 英格蘭   | 隸屬蘇聯   |
| 1984年 | 主客制   | 英格蘭   | 隸屬蘇聯   |
| 1986年 | 主客制   | 西班牙   | 隸屬蘇聯   |
| 1988年 | 主客制   | 法國     | 隸屬蘇聯   |
| 1990年 | 主客制   | 蘇聯     | 隸屬蘇聯   |
| 1992年 | 主客制   | 義大利   | 隸屬蘇聯   |
| 1994年 | 法國     | 義大利   | 沒有參賽   |
| 1996年 | 西班牙   | 義大利   | 外圍賽出局 |
| 1998年 | 羅馬尼亞 | 西班牙   | 外圍賽出局 |
| 2000年 | 斯洛伐克 | 義大利   | 外圍賽出局 |
| 2002年 | 瑞士     | 捷克     | 外圍賽出局 |
| 2004年 | 德国     | 義大利   | 外圍賽出局 |
| 2006年 | 葡萄牙   | 荷蘭     | 外圍賽出局 |
| 2007年 | 荷蘭     | 荷蘭     | 外圍賽出局 |
| 2009年 | 瑞典     | 德國     | 外圍賽出局 |
| 2011年 | 丹麦     |          |            |

## 外部連結
- 歐洲足協U-21網站 （页面存档备份，存于）
- RSSSF：歐青盃全紀錄 （页面存档备份，存于）